# Anthanassa sitalces
La mariposa lunita de montaña (Anthanassa sitalces) es una especie de mariposa endémica de México de la familia Nymphalidae, que fue descrita originalmente bajo el nombre científico Phyciodes polyca por A. Hall, 1929. El holotipo, proveniente de Venta de Zopilote, Guerrero.

## Descripción
Longitud alar de 18-19 mm. El margen costal  del ala anterior es convexo, el interno casi recto, y el externo es curvo. El color de fondo de las alas anteriores en su vista dorsal es de color café, con manchas pequeñas de color crema. Área discal y basal con algunas escamas de color amarillo. Las alas posteriores son de forma convexa, el externo con ligera ondulación, y pelos blancos. En la celda discal, presenta manchas difusas de color anaranjado. En la región post discal presenta serie de manchas casi redondas de color crema. En la región post discal interna presenta manchas en forma de lúnulas muy delgadas o ausentes. En la región submarginal presenta una serie de manchas en forma de lúnulas delgadas. Borde el ala con pelos blancos. Ventralmente las alas anteriores presentan manchas irregulares de color crema, región basal y discal es de color amarillo claro. El área post discal es de color café oscuro. Ápice amarillo. En las alas posteriores presenta manchas irregulares, presenta color de fondo amarillo desde la región basal hasta la región post discal. En esta última región del ala, una serie de manchas de color crema, que se combinan con el color amarillo, haciéndose poco visibles a primera vista. Presenta serie de puntos color café en la región post discal externa. Y una serie de lúnulas o en la región submarginal. Ambos sexos son parecidos, aunque la hembra es ligeramente más grande.

## Distribución
Oeste de México hasta Oaxaca. La distribución conocida incluye los estados: Sonora, Sinaloa, Jalisco, Guerrero, Michoacán, México, Morelos y Oaxaca.

## Hábitat
Áreas abiertas, en la selva alta y mediana perennifolia y selva baja caducifolia.

## Estado de conservación
No está enlista en la NOM-059.